# The Duplicity of Hargraves
The Duplicity of Hargraves è un film muto del 1917 diretto da Thomas R. Mills.
La sceneggiatura si basa sul racconto The Duplicity of Hargraves di O. Henry pubblicato in Junior Munsey nel febbraio 1902.

## Produzione
Il film fu prodotto dalla Vitagraph Company of America (come Broadway Star Features).

## Distribuzione
Distribuito dalla General Film Company, il film uscì nelle sale cinematografiche statunitensi nel settembre 1917.